# Hohenlohe-Waldemburgo-Schillingsfürst

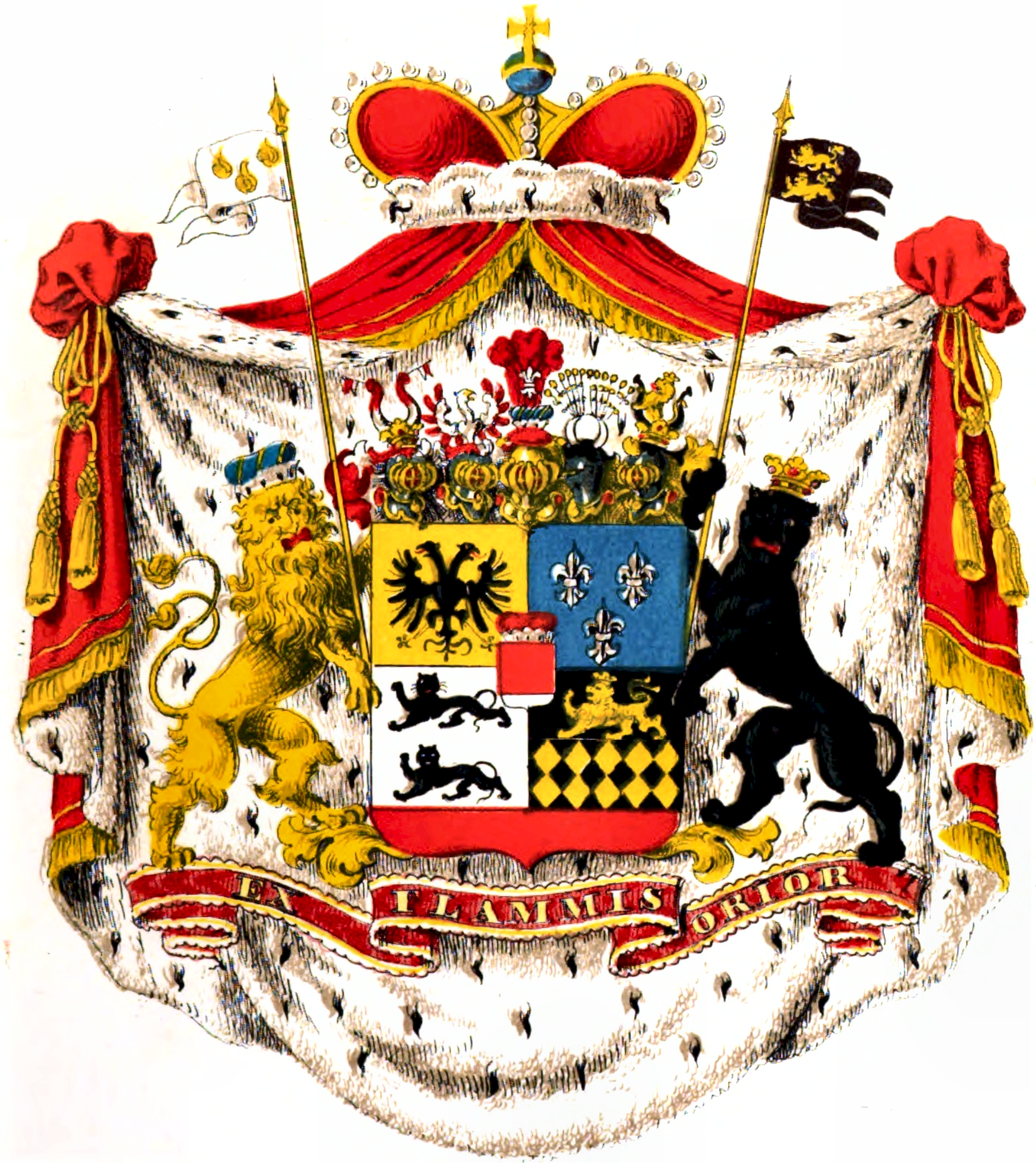
Brasão de armas de Hohenlohe-Waldemburgo-Schillingsfürst

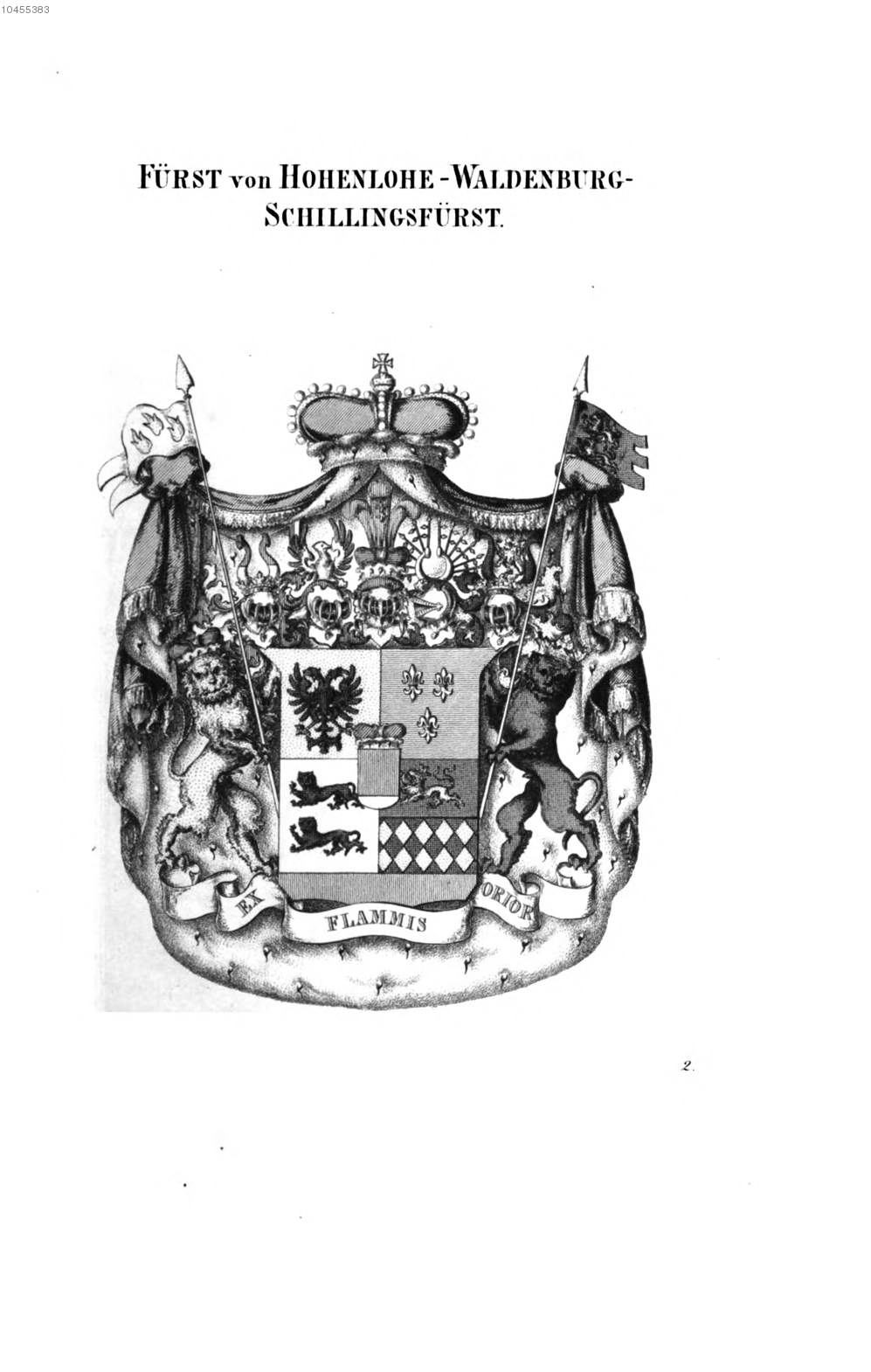
Gravura antiga do brasão de armas principesco

Hohenlohe-Waldemburgo-Schillingsfürst foi um condado do nordeste de Baden-Württemberg, na Alemanha. Seu nome deriva do castelo de Hohenloch, perto de Uffenheim, em Mittelfranken, que chegou à posse dos descendentes do Conrado de Weikersheim em 1178. Waldenburg-Schillingsfürst foi repartido das terras mantidas pelos descendentes de Kraft de Hohenlohe, que tornou-se um conde imperial em 1450. Os territórios de Hohenlohe foram divididos entre os irmãos Conde Ludwig Kasimir (m.1517-1568) (da linha sênior Neunstein, progenitores dos ramos Hohenlohe-Langemburgo e Hohenlohe-Oehringen) e Conde Eberhard (1535-1570). A linha Schillingsfürst descende do conde Ludwig Gustav (1634-1697). O condado de Waldemburgo foi adicionado ao principado em 1757. Foi mediatizado para o Reino de Württemberg em 1806.